# Juanita Capellà Torres
Juanita Capellà Torres va néixer el 1880 a Buenos Aires i va morir el 4 de novembre de 1915 a Roma. Va ser una cantant soprano filla del músic ciutadellenc Pere Capella i Mercedes Torres Sarmiento.

## Biografia
Juanita des de ben petita va destacar per la seva bella veu de soprano. Va tenir la gran sort de poder estudiar música amb el mestre Adolfo Rinaldi qui li va obrir les portes del teatre d'òpera. Ella es va donar a conèixer per primer cop el 1906 al Teatro Argentino de Buenos Aires amb l'obra Il Trovatore de Giuseppi Verdi. Després d'això, va seguir tenint molts d'èxits arreu d'Argentina, fins que es traslladà a Europa el 1910. Durant els anys següents es va manifestar per Itàlia i, a més, tingué la sort de cantar a llocs com Terni. La seva actuació al Teatro Costanzi va tenir un èxit brutal, fet que li va permetre cantar a Budapest, Cesena, Bolonya i Roma. L'estiu del 1913 va marxar de gira per Amèrica del Sud amb la companyia del Teatro Costanzi. De tornada cap a Itàlia cantà a nous llocs, entre ells Orvieto. A més, a finals de 1914 es va presentar a Madrid on hi va tenir un èxit grandiós. El 1915 marxà a Cuba per la inauguració del Teatro Nacional de l'Havana on li diagnosticaren una malaltia que la portà al sepulcre poc després. Sense cap mena de dubte, va tenir un gran èxit per tot allà on va actuar. De fet, va ser de les veus més destacades durant la seva època on, fins i tot, la descriuen com inigualable amb qualsevol altra.
Juanita Capella presumia d'una veu àmplia, cilíndrica, homogènia i densa en tots els registres. Cal destacar que amb la reposició de Norma va tenir un ressò enorme. Capella, amb la seva veu havia conquerit tots els llocs per on passà al llarg de la seva vida. El seu comportament era el d'una veritable diva, acompanyada sempre per la seva mare. Des de Madrid va escriure al seu oncle Francesc Capella prometent-li que visitaria Menorca, ja que desitjava conèixer tots aquells llocs que havien format part dels seus avantpassats. Tot i això, no hi va ser a temps a causa de la malaltia greu que va patir. La van operar a Nova York abans de tornar a Europa. Finalment, va morir el 4 de novembre de 1915 a Roma i la jove argentina-menorquina fou enterrada al cementiri de Verano de Roma. Cinc anys després, l'alcalde de la ciutat va col·locar un bust de marbre de l'artista al vestíbul del teatre d'Argentina per commemorar la seva figura.
De totes maneres, actualment, Juanita Capellà Torres ha deixat de ser coneguda per la gran majoria de persones i, fins i tot, en molts d'estudis d'òpera no se la reconeix com a cantant important que ha deixat petjada en la història de la música.